# Frazer Wright
Frazer Wright (East Kilbride, 23 december 1979) is een Schotse voetballer (verdediger) die sinds 2011 voor de Schotse eersteklasser St. Johnstone FC uitkomt. Voordien speelde hij voor Stranraer FC en Kilmarnock FC.